# کمپین ذخیره ماناپوری
کمپین نجات ماناپوری یکی از نخستین جنبش‌های زیست‌محیطی گسترده در نیوزیلند بود که با حمایت وسیع مردم، دانشمندان و گروه‌های طبیعت‌دوست به موفقیت رسید. این کمپین تأثیر چشمگیری در افزایش آگاهی عمومی نسبت به مسائل محیط‌زیستی داشت و موجب شد که دولت نیوزیلند در تصمیم‌گیری‌های آینده خود ملاحظات بیشتری در حفظ منابع طبیعی در نظر بگیرد. اعتراضات گسترده، گردهمایی‌ها و درخواست‌های امضاشده، فشار قابل‌توجهی بر سیاست‌مداران وارد کرد و در نهایت، موجب شد پروژه برق ماناپوری بدون تغییر سطح آب دریاچه‌های منطقه اجرا شود. این موفقیت الهام‌بخش سایر جنبش‌های زیست‌محیطی در سراسر جهان شد و نشان داد که مشارکت عمومی می‌تواند تصمیمات دولت‌ها را تحت تأثیر قرار دهد. امروزه ماناپوری نماد حفاظت از محیط‌زیست و موفقیت تلاش‌های مردمی در دفاع از طبیعت شناخته می‌شود.

## ریشه‌ها
طرح‌های اولیه برای توسعه نیروگاه ماناپوری شامل افزایش سطح آب دریاچه ماناپوری تا ۳۰ متر و ادغام دریاچه‌های ماناپوری و ته آنائو بود. کمپین نجات ماناپوری در یک گردهمایی عمومی در اینورکارگیل در اکتبر ۱۹۶۹ آغاز شد. بعدها این رویداد، آگاهی بین‌المللی نسبت به محیط زیست را که با رونق دهه ۱۹۶۰ همراه بود، آشکار کرد.
نویل پیت نوشت: «در ساده‌ترین حالت، مسئله این بود که آیا سطح دریاچه ماناپوری باید تا ۳۰ متر افزایش یابد یا خیر. اما موضوع بسیار فراتر از این بود. استدلال‌های اقتصادی و مهندسی قوی‌ای علیه افزایش سطح دریاچه وجود داشت، و همچنین مسائل حقوقی و دموکراتیکی در پس کل بحث وجود داشت. آنچه تصور عموم را در سراسر کشور به خود مشغول کرده بود، این احتمال بود که دریاچه‌ای به زیبایی ماناپوری مورد مداخله، تخریب و تخریب قرار گیرد.»
در سال ۱۹۷۰، ۲۶۴٬۹۰۷ نفر از مردم نیوزیلند، تقریباً ۱۰٪ از جمعیت، دادخواست «نجات ماناپوری» را امضا کردند. با این وجود، کمیته کابینه در مورد ماناپوری و کمیسیون تحقیق ماناپوری هر دو به این نتیجه رسیدند که دولت نیوزیلند طبق مفاد قانون توسعه ماناپوری-ته آنائو مصوب ۱۹۶۳ موظف است سطح آب دریاچه‌های ماناپوری و ته آنائو را افزایش دهد تا تأمین برق کومالکو (که اکنون ریو تینتو آلومینیوم نام دارد) برای کارخانه ذوب آلومینیوم مستقر در تیوای پوینت تضمین شود.

## تأثیرات
در انتخابات عمومی سال ۱۹۷۲، ماناپوری موضوع مهمی بود و دولت کارگری نورمن کرک با برنامه‌ای انتخاب شد که شامل حمایت قوی از آرمان‌های «نجات ماناپوری» بود.
در سال ۱۹۷۳، کرک به وعده انتخاباتی حزب خود عمل کرد. او یک نهاد مستقل به نام نگهبانان دریاچه‌های ماناپوری، مونوای و ته آنائو ایجاد کرد تا بر مدیریت سطح دریاچه‌ها نظارت داشته باشند، کاری که تا به امروز نیز ادامه دارد. شش نفر اصلی نگهبانان عبارت بودند از آلن مارک، رونالد مک‌لین، ویلسون کمپبل، لس هاچینز، جان مور و جیم مک‌فارلین، و همگی از رهبران برجسته کمپین نجات ماناپوری بودند.
تک‌آهنگ که در سال ۱۹۷۳ توسط جان هنلون ضبط و منتشر شد، به صورت گذشته‌نگر با کمپین نجات ماناپوری مرتبط شده است. آهنگ هنلون در اصل یک ترانهٔ تبلیغاتی برای صرفه‌جویی در مصرف انرژی بود که برای تبلیغ عایق‌بندی خانه‌ها ساخته شده بود و درآمد حاصل از انتشار آن به خیریه‌ها اختصاص می‌یافت. با این حال، از آنجایی که انتشار این آهنگ پس از پایان موفقیت‌آمیز کمپین نجات ماناپوری رخ داد، «لعنت به سد» اکنون به عنوان سرودی در ادای احترام به یکی از طولانی‌ترین و سخت‌ترین کمپین‌های زیست‌محیطی نیوزیلند به رسمیت شناخته شده است.
در سال ۱۹۹۱، کمپین «نجات ماناپوری» با بسیاری از همان رهبران احیا شد و به «قدرت برای آینده ما» تغییر نام داد. این کمپین با فروش نیروگاه مخالفت کرد تا اطمینان حاصل شود که کومالکو برنامه‌های خود را برای افزایش سطح آب دریاچه ماناپوری از سر نگیرد. این کمپین موفقیت‌آمیز بود: دولت اعلام کرد که ماناپوری به کومالکو فروخته نخواهد شد.